# Roemeens voetbalkampioenschap 1915/16
In 1915/16 werd het zevende kampioenschap in Roemenië georganiseerd. Het seizoen begon op 6 maart en eindigde op 12 juni. Prahova Ploiești werd kampioen, het was de tweede titel voor de club die in 1912 onder de naam United AC Ploiești ook al eens kampioen geworden was. Prahova werd wel bevoordeeld omdat de drie clubs uit Boekarest de verplaatsing naar Ploiești niet konden maken omwille van de Eerste Wereldoorlog, waardoor Prahova drie overwinningen toegekend kreeg. Hierna lag de competitie drie seizoenen stil.

## Eindstand
| Plaats | Team                | Wed. | W | G | V | Doelpunten | Verschil | Ptn |
| ------ | ------------------- | ---- | - | - | - | ---------- | -------- | --- |
| 1      | Prahova Ploiești    | 6    | 5 | 0 | 1 | 14 : 02    | +12      | 10  |
| 2      | Bukarester FC       | 6    | 3 | 2 | 1 | 11 : 08    | +03      | 8   |
| 3      | Colțea Boekarest    | 6    | 0 | 3 | 3 | 03 : 13    | −10      | 3   |
| 4      | Colentina Boekarest | 6    | 0 | 1 | 5 | 04 : 15    | −11      | 2   |